# Halobisium occidentale
Halobisium occidentale är en spindeldjursart som beskrevs av Beier 1931. Halobisium occidentale ingår i släktet Halobisium och familjen helplåtklokrypare. Inga underarter finns listade i Catalogue of Life.